# Hessisches Landessozialgericht

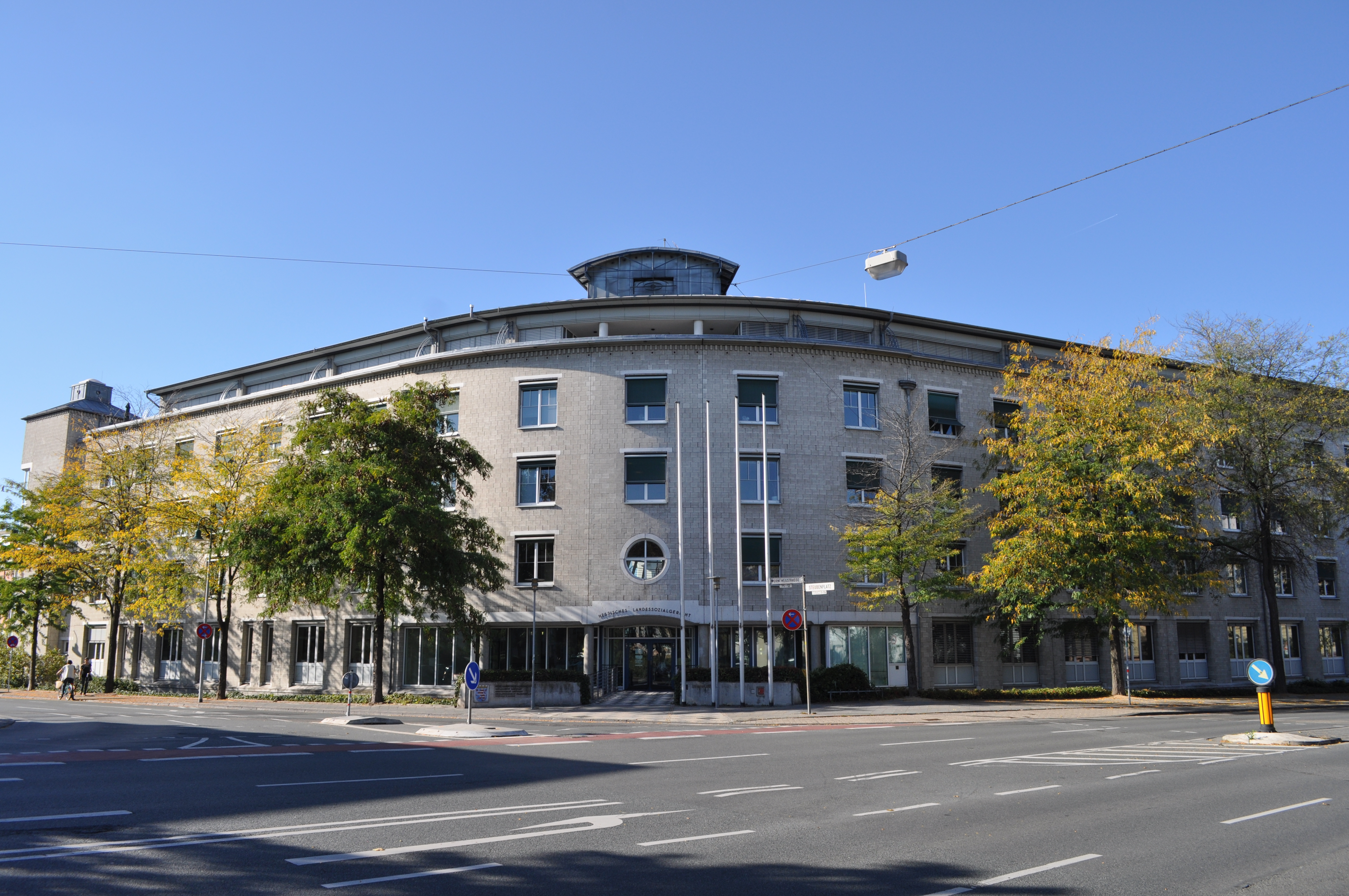
Gebäude des Landessozialgerichtes

Das Hessische Landessozialgericht ist ein Gericht der Sozialgerichtsbarkeit Hessens. Aktueller Präsident ist seit dem 15. April 2024 Wilhelm Wolf.

## Gerichtssitz und -bezirk
Das Landessozialgericht (LSG) hat seinen Sitz in Darmstadt und verfügt über neun Senate. Der Gerichtsbezirk erstreckt sich auf das gesamte Gebiet des Bundeslandes mit mehr als sechs Millionen Einwohnern.

## Gerichtsgebäude
Das Gericht ist im Gebäude Steubenplatz 14 untergebracht, gemeinsam mit dem Sozialgericht Darmstadt und dem Arbeitsgericht Darmstadt.

## Leitung
- 1958–1961: Horst Schieckel, * 20. Februar 1896
- Ab 13. April 1970: Heinz Raschert, * 15. November 1913
- Ab 14. Oktober 1977: Hans Grüner, * 7. März 1917
- Ab 28. Juni 1982: Bernd Wiegand, * 26. April 1938
- Ab Mai 2003 bis Dezember 2012: Harald Klein, * 23. Oktober 1947
- 1. November 2018 bis Juli 2023: Alexander Seitz, * 9. März 1967
- Seit dem 15. April 2024: Wilhelm Wolf, * 9. März 1966

## Instanzenzug
Dem Hessischen Landessozialgericht ist das Bundessozialgericht übergeordnet. Nachgeordnete Gerichte sind die Sozialgerichte Darmstadt, Frankfurt am Main, Fulda, Gießen, Kassel, Marburg und Wiesbaden.